# Aderus brunnipennis
Aderus brunnipennis es una especie de coleóptero de la familia Aderidae. Fue descrita científicamente por John Lawrence LeConte en 1875.
Miden 1.7 a 1.9 mm.

## Distribución geográfica
Habita en el sudeste de Estados Unidos y el Caribe (Indias Occidentales).